# Ctenogobius sagittula
Ctenogobius sagittula är en fiskart som först beskrevs av Albert Günther 1862. Ctenogobius sagittula ingår i släktet Ctenogobius och familjen smörbultsfiskar. IUCN kategoriserar arten globalt som livskraftig. Inga underarter finns listade i Catalogue of Life.